# Clark County (Arkansas)
Das Clark County ist ein County im US-Bundesstaat Arkansas. Der Verwaltungssitz (County Seat) ist Arkadelphia. Das County gehört zu den Dry Countys, was bedeutet, dass der Verkauf von Alkohol eingeschränkt oder verboten ist.

## Geographie
Das County liegt im mittleren Südwesten von Arkansas und hat eine Fläche von 2286 Quadratkilometern, wovon 44 Quadratkilometer Wasserfläche sind. Es grenzt an folgende Countys:
| Montgomery County |         | Hot Spring County |
| Pike County       | Kompass | Dallas County     |
| Nevada County     |         | Ouachita County   |

## Geschichte

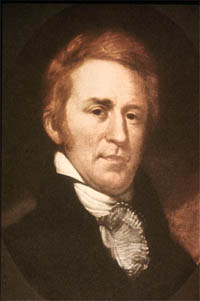
William Clark

Das Clark County wurde am 15. Dezember 1818 aus Teilen des Arkansas County gebildet. Benannt wurde es nach William Clark (1770–1838), einem Gouverneur des Missouri - Territoriums und Mitglied der Lewis-und-Clark-Expedition.
Die Grenzen des Countys wurden fünf Mal berichtigt, bis sie seit 1877 in der jetzigen Form gefestigt wurden.

## Demografische Daten
Nach der Volkszählung im Jahr 2000 lebten im Clark County 23.546 Menschen in 8912 Haushalten und 5819 Familien. Die Bevölkerungsdichte betrug zehn Einwohner pro Quadratkilometer. Ethnisch betrachtet setzte sich die Bevölkerung zusammen aus 74,28 Prozent Weißen, 22,02 Prozent Afroamerikanern, 0,46 Prozent amerikanischen Ureinwohnern, 0,62 Prozent Asiaten, 0,04 Prozent Bewohnern aus dem pazifischen Inselraum und 1,37 Prozent aus anderen ethnischen Gruppen. Unabhängig von der ethnischen Zugehörigkeit waren 1,20 Prozent der Bevölkerung spanischer oder lateinamerikanischer Abstammung.
Von den 8912 Haushalten hatten 29,8 Prozent Kinder oder Jugendliche im Alter unter 18 Jahre, die mit ihnen zusammen lebten. 49,8 Prozent waren verheiratete, zusammenlebende Paare, 12,2 Prozent waren allein erziehende Mütter, 34,7 Prozent waren keine Familien. 27,6 Prozent aller Haushalte waren Singlehaushalte und in 12,4 Prozent lebten Menschen im Alter von 65 Jahren oder darüber. Die Durchschnittshaushaltsgröße lag bei 2,38 und die durchschnittliche Familiengröße bei 2,91 Personen.
21,7 Prozent der Bevölkerung waren unter 18 Jahre alt, 20,0 Prozent zwischen 18 und 24, 23,8 Prozent zwischen 25 und 44, 19,9 Prozent zwischen 45 und 64 und 14,6 Prozent waren 65 Jahre oder älter. Das Durchschnittsalter betrug 32 Jahre. Auf 100 weibliche kamen statistisch 92,7 männliche Personen und auf 100 Frauen im Alter von 18 Jahren und darüber kamen durchschnittlich 88,9 Männer.
Das jährliche Durchschnittseinkommen eines Haushalts betrug 28.845 US-Dollar, das Durchschnittseinkommen der Familien 37.092 US-Dollar. Männer hatten ein Durchschnittseinkommen von 28.692 US-Dollar, Frauen 19.886 US-Dollar. Der Prokopfeinkommen betrug 14.533 US-Dollar. 13,5 Prozent der Familien und 19,1 Prozent der Einwohner lebten unterhalb der Armutsgrenze.

## Kultur und Sehenswürdigkeiten

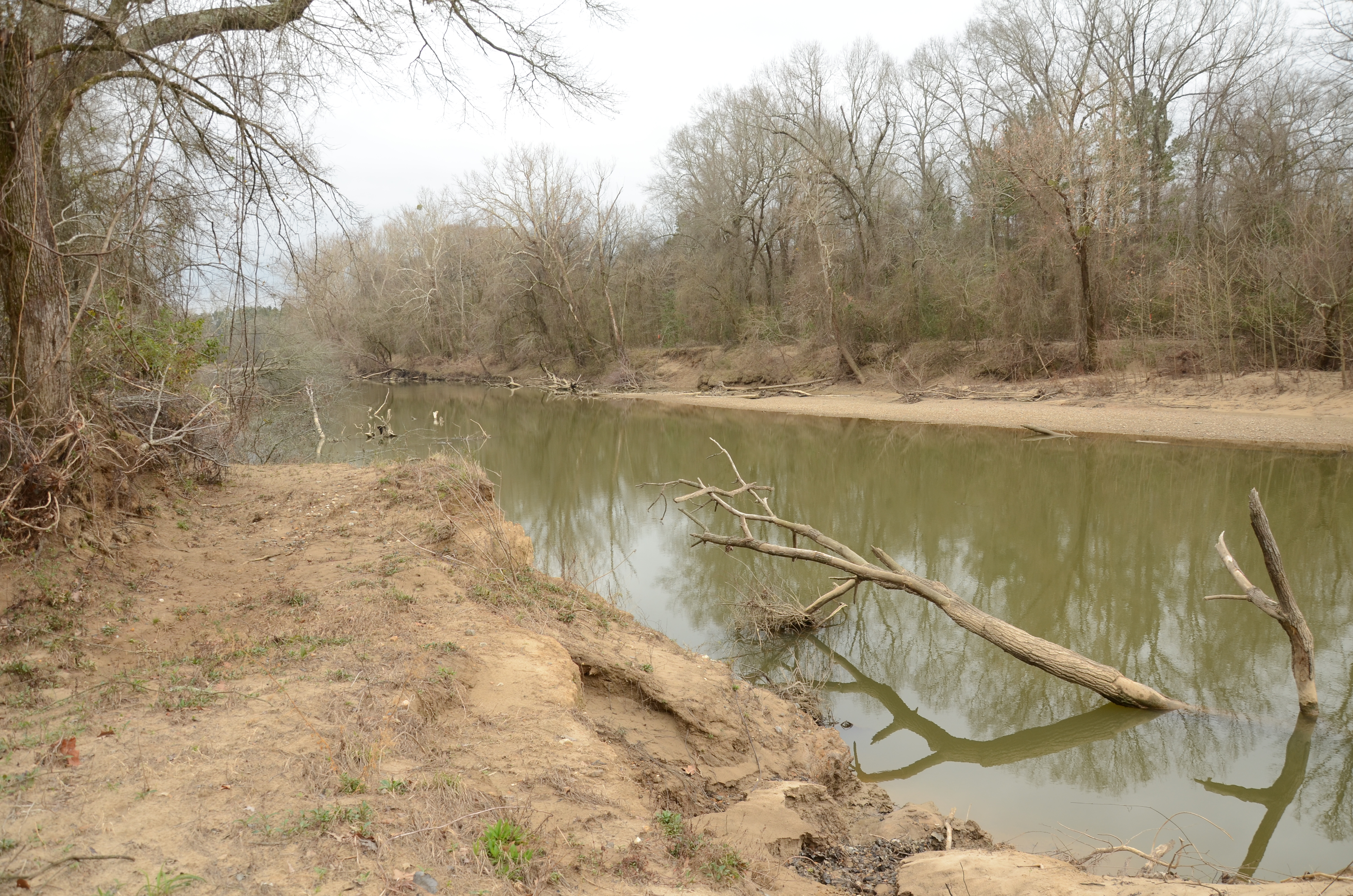
Elkin’s Ferry (2016). Dieser Historic District zählt seit April 1994 als National Historic Landmark.

41 Bauwerke, Stätten und historische Bezirke (Historic Districts) des Countys sind im National Register of Historic Places („Nationales Verzeichnis historischer Orte“; NRHP) eingetragen (Stand 10. Februar 2022), wobei Elkin’s Ferry, ein Schlachtfeld aus dem Sezessionskrieg, als Teil der Camden Expedition Sites den Status eines National Historic Landmarks („Nationales historisches Wahrzeichen“) hat.

## Städte und Gemeinden
Citys
- Amity
- Arkadelphia
- Gurdon

Towns
- Caddo Valley
- Gum Springs
- Okolona
- Whelen Springs

Unincorporated Communitys
- Alpine
- Beirne
- Curtis

Weitere Orte
- Barringer
- Bethel
- Boswell
- Burtsell
- Central
- Clear Spring
- Daleville
- De Gray
- Dobyville
- Fendley
- Graysonia
- Griffithtown
- Halfway
- Haretown
- Hollywood
- Joan
- Kansas
- Knoxville
- Lenox
- Love Creek
- Majors
- Meeks Settlement
- Pike Junction
- Red Springs
- Richwoods
- Shakertown
- Smithton
- Smyrna
- Sycamore
- Trace
- Vaden
- Witherspoon